# Marcel Tarrès
Pour les articles homonymes, voir Tarrés (homonymie).
Pas d'image ? Cliquez ici
Marcel Tarrès (ou Marcel Tarrès-Sala), dit L'Aigle des Montagnes, né le 21 juin 1951 à Saint-Gaudens, est un pilote automobile français, de courses de côte, sur circuits, et sur glace.

## Biographie
Il commence sa carrière en compétitions automobiles alors qu'il est conducteur d'engins de travaux en Belgique au début des années 1970, sur Alpine A110.
Il a participé à plusieurs championnats sur circuit, sur terre et sur glace, mais reste à ce jour surtout comme étant le pilote le plus titré dans le Championnat de France de la montagne.
Il a également obtenu une trentaine de victoires dans le cadre du Championnat d'Europe de la montagne, mais il ne put conquérir de titre continental durant les années de règne de l'italien Mauro Nesti.
En 1991, il fut le promoteur de la conduite sur 4 roues directrices dans le cadre du Trophée Andros, qu'il remporta enfin en 2003 pour son ultime saison régulière derrière un volant, après six secondes places au classement obtenues durant les huit années précédentes, et un total de 17 victoires.
Son activité de coureur automobile s'étala sur près de trente ans à compter de 1974, devenant pilote professionnel en 1979 (9e du championnat de la montagne la même année sur Ralt RT 1 BMW). À son arrêt, ce Saint-Gaudinois - qui vécut une douzaine d'années en Belgique en début de carrière - se consacra à la gestion de son écurie en Championnat de France FFSA GT (notamment victorieuse sur le circuit d'Albi en 2008 avec Éric Debard sur Saleen S7-R).

## Palmarès

### Titres
- Dix fois vainqueur du Championnat de France de la Montagne, entre 1982 et 1993 (ne laissant échapper que la saison 1983, au profit de Daniel Boccard), sur Martini MK28-BMW, puis T01-BMW, MK43-BMW, MK45-BMW, et surtout MK56T-BMW F2. Invaincu en championnat en 1983, 1985 et 1989 (team Tarrès);
- Trois fois vainqueur du Championnat de France de sport prototype (Coupe Alfa Romeo), en 1991 avec un châssis Norma[2], ainsi qu'en 1993 et 1994[3] (5 éditions, entre 1990 et 1994);
- Deux fois vainqueur du Championnat de Belgique de la Montagne, en 1977 (Alpine F2) et 1978 (Ralt);
- Vainqueur du Trophée Andros, en 2003 sur Citroën Xsara;
  - 2e du Trophée Andros en 1995, 1996, 1998, 1999, 2001 et 2002[4];
  - Vice-champion de Belgique de la montagne en 1976 (sur Formule 3 Alpine-BDA);
  - Vice-champion de France de la montagne en 1980 (sur Chevron B 36 et Martini MK 25)[5] et 1981 (sur Martini MK 25 BMW)[6].

### Courses
- Douze fois vainqueur de la Course de côte Turckheim - Trois-Épis (Ch.Eur), en 1980, 1981, 1982, 1983, 1984, 1985, 1986, 1988, 1989, 1990, 1991, 1992[7];
- Onze fois vainqueur de la Course de côte du Mont-Dore (Ch.Eur), entre 1982 et 1993, étant "détrôné" pour la seule année 1992;
- Onze fois vainqueur de la Course de côte Vuillafans-Échevannes (Ch.Fr), entre 1980 et 1991, dont sept fois consécutives[8];
- Huit fois vainqueur de la Ronde de Serre Chevalier, en 1991, 1992, 1993, 1994, 1995, 1998, 2001 et 2002 (6 fois sur BMW M3 puis 318i, et 2 fois sur Citroën Xsara);
- Sept fois vainqueur de la Course de côte Bagnols Sabran (Ch.Fr), en 1984, 1985, 1986, 1987, 1989, 1990 et 1992[9];
- Six fois vainqueur de la Course de côte Saint-Ursanne - Les Rangiers (Suisse, Ch.Eur), en 1985, 1987, 1988, 1989, 1990 et 1991;
- Six fois vainqueur de la Course de côte Limonest - Mont Verdun (Ch.Fr), en 1980, 1982, 1983, 1985, 1986 et 1988[10];
- Quatre fois vainqueur de la Course de côte de Saint Gouëno (Ch.Fr), en 1979, 1983, 1984 et 1985[11];
- Trois fois vainqueur de la Course de côte Ampus - Draguignan (Ch.Eur), en 1982, 1985 et 1986;
- Trois fois vainqueur de la Course de côte du Mont Ventoux, en 1988, 1990 et 1991;
- Deux fois vainqueur des 24 Heures de Chamonix, en 1991 (avec Christian Debias) et 1992 (avec Bernard Béguin), sur BMW M3;
- Vainqueur de la Course de côte de Hindelang-Oberjoch (Trier, Ch.Eur), en 1989 (seul français lauréat du Grand Prix d'Allemagne);
- Vainqueur des 24 Heures de Zolder, en 1999 sur Audi A4 Quatro turbo avec Jean-François Hemroulle et Tim Verbergt (team Dubois);

(16 victoires en Coupe de France des circuits Sport-Protos (devant Gérard Dillman 11 succès, et vainqueur en 1990 et 1992):
- saison 1990: non participation (création de l'épreuve)
- saison 1991 (6/13): Nogaro, Magny-Cours, Charade, Magny-Cours, Montlhéry, Pont-Arnos[12]
- saison 1992 (5/10): Nogaro, Magny-Cours, Rouen-les-Essarts, Magny-Cours, Val-de-Vienne
- saison 1993 (4/9): Albi, Le Mans-Bugatti, Montlhéry, Nogaro
- saison 1994 (6/10): Magny-Cours, Pau, Dijon-Prenois, Paul Ricard, Albi, Lédenon[13])

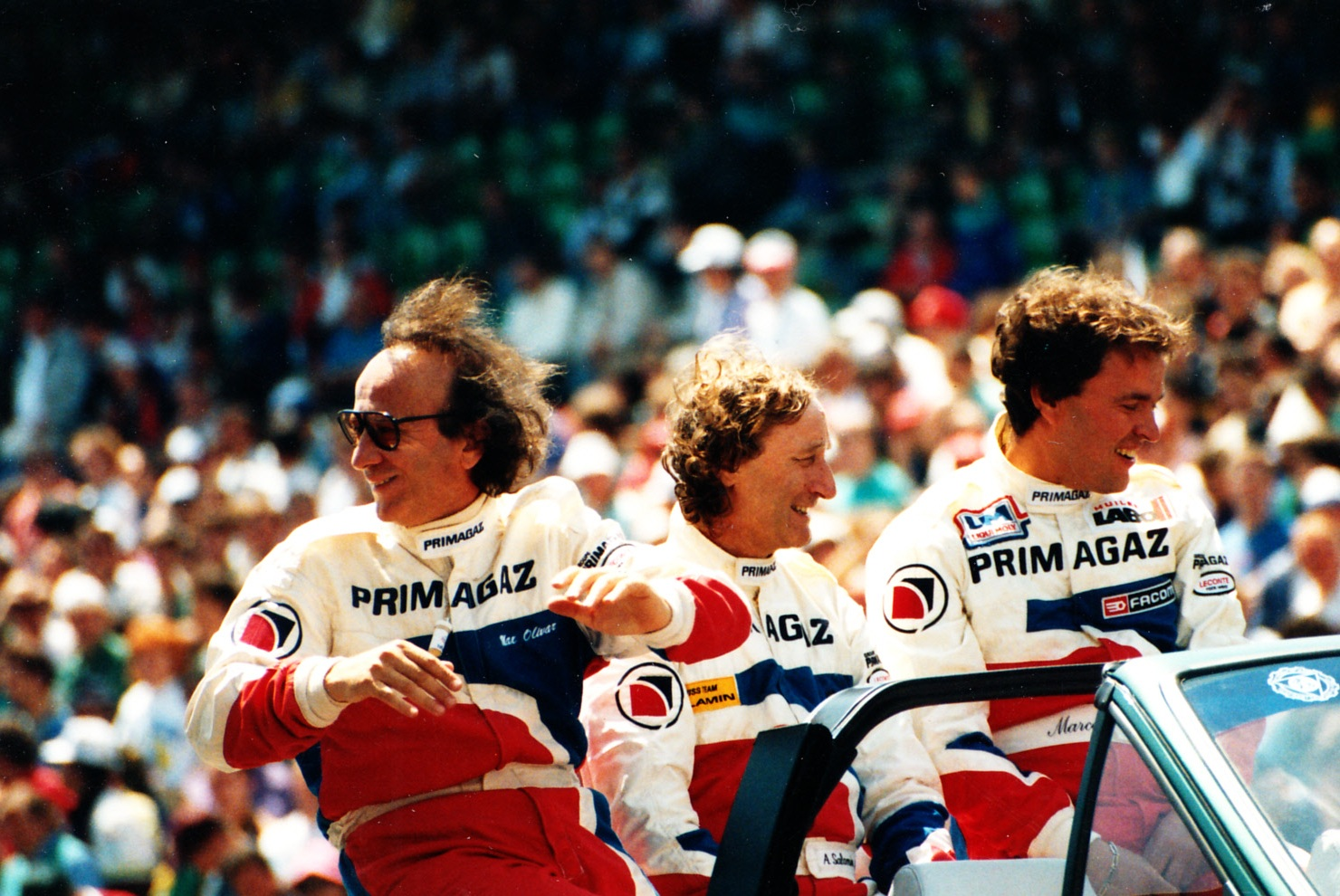
L'équipage de la Porsche No14 du Team Salamin Primagaz aux 24h du Mans 1991 (de gauche à droite : Max Cohen-Olivar, Antoine Salamin et Marcel Tarrès).

## Résultats aux 24 Heures du Mans
| Année | Voiture      | Équipe                                                    | Équipiers                             | Résultat |
| ----- | ------------ | --------------------------------------------------------- | ------------------------------------- | -------- |
| 1979  | Chevron B36  | Chevalley Racing Switzerland / Racing Organisation Course | Alain Dechelette / Charles Dechelette | Abandon  |
| 1991  | Porsche 962C | Team Salamin Primagaz                                     | Antoine Salamin / Max Cohen-Olivar    | Abandon  |

## Anecdote
- Entre deux courses éliminatoires à Serre Chevalier, Marcel Tarrès s'est marié localement en 1999[14].